# تميم بن مر
تميم بن مر جد وزعيم جاهلي قديم، وهو جد قبائل بني تميم الخندفية المضرية العدنانية ويُنسب إليه خلق كثير من الصحابة والتابعين والأمراء والعلماء والفقهاء والمحدثين، وكان تميم بن مر سادن الكعبة في زمانه ولما توفي ورث ذلك عنه ابنه عمرو بن تميم ثم حفيده أسيد بن عمرو بن تميم، قال محمد بن إسحاق الفاكهي: «كان البيت في تميم فلما مات صارت الرئاسة إلى ابنه عمرو بن تميم، ثم صارت إلى أسيد بن عمرو بن تميم». وذكر مُحَمد بن عبد الله المنصور بالله الهاشمي أن تميم بن مر عاش في الفترة التي بين سليمان وعيسى  وكان على الحنيفية، ثم أدرك عيسى عليه السلام وهو شيخ كبير فأمن به وصحبه. وقال خير الدين الزركلي: تميم بن مر بن أد بن عمرو بن إلياس ابن مضر جدّ جاهلي، وبنوه بطون كثيرة جدًّا.

## نسبه وأبناؤه
هو: تميم بن مر بن أد بن عمرو بن إلياس بن مضر بن نزار بن معد بن عدنان من ذرية النبي الحليم إسماعيل بن إبراهيم الخليل . قال ابن دريد: واشتقاق أسم تميم من الصَّلابَة والشِّدّة، وقد سمَّت العرب تَمِيمًا، وتمَّامًا، ومُتَمِّمًا.
زوجاته وأبناؤه:
- زوجته هي: العوراء بنت ضبة بن أد بن عمرو بن إلياس بن مُضَر وولدت له أبناءه الأربعة:[6][7]
  - عمرو بن تميم وهو جد قبائل بني عمرو التميمية.
  - زيد مناة بن تميم وهو جد قبائل بني سعد وبني حنظلة التميمية.
  - الحارث بن تميم وهو جد قبيلة بني شقرة التميمية.
  - يربوع بن تميم وليس له عقب.

قال ابن قتيبة: «تميم بن مر وقبره بمران وولده: عمرو بن تميم، وزيد مناة بن تميم، والحارث بن تميم وأمهم جميعاً العوراء بنت ضبة».